# Jatiya Sangsad
Das Jatiya Sangsad (bengalisch জাতীয় সংসদ jātīẏa saṃsad, „Nationalparlament“)  ist das Parlament im Einkammersystem von Bangladesch. Das Parlament wurde infolge der Revolution 2024 aufgelöst und soll Ende 2025 oder Anfang 2026 neu gewählt werden.
Das Parlament umfasst üblicherweise 350 Abgeordnete, wovon 300 in Einzelwahlkreisen für fünf Jahre nach einfachem Mehrheitswahlrecht in 300 Wahlkreisen direkt gewählt werden. Wahlberechtigt sind alle Staatsbürger ab einem Alter von 18 Jahren. 50 zusätzliche Parlamentssitze sind Frauen vorbehalten (s. u.). Der Führer der Mehrheitspartei im Parlament wird üblicherweise zum Premierminister von Bangladesch ernannt.
Das Parlament befindet sich in dem Parlamentsgebäude Jatiya Sangsad Bhaban, welches als eines der größten Parlamentsgebäude der Welt gilt.

## Für Frauen reservierte Sitze
Da traditionell nur wenige Frauen bei Wahlen kandidierten (beispielhaft waren bei der Parlamentswahl 2001 unter 1939 Kandidaten 38 Frauen) sah die bangladeschische Verfassung von Anfang an in einer temporären Bestimmung vor, dass das gewählte Parlament einige zusätzliche weibliche Abgeordnete hinzuwählen konnte, um den Frauenanteil zu erhöhen. Die Zahl dieser zusätzlichen, für Frauen reservierten Sitze betrug anfänglich 15 und ab dem Jahr 1979 30. Diese Regelung lief im Jahr 1987 aus, wurde aber 1990 wieder in Kraft gesetzt und war bis zum Jahr 2000 gültig. Am 16. Mai 2004 verabschiedete das Parlament den 14. Verfassungszusatz, nach dem für die kommenden 10 Jahre jeweils 45 weibliche Abgeordnete hinzugewählt werden sollten. Im Unterschied zur früheren Regelung, wo die jeweilige Mehrheitsfraktion alle hinzugewählten Abgeordneten hatte bestimmen können, waren diese künftig entsprechend dem Sitzanteil der Parteien zu vergeben. Am 19. Juli 2018 verabschiedete das Parlament den 17. Verfassungszusatz, der 50 zusätzliche, für Frauen reservierte Sitze für die kommenden 25 Jahre vorsah.